# Lamborghini 400GT Monza
La Lamborghini 400GT Monza (altrimenti conosciuta come Monza 400) è una berlinetta biposto one-off realizzata dalla carrozzeria Neri e Bonacini di Modena su commissione di un anonimo collezionista nordamericano e presentata al salone di Barcellona del 1966.

## Storia
L'auto fu commissionata all'atelier modenese nell'autunno del 1965 e, nelle intenzioni del cliente, avrebbe dovuto essere omologata sia per l'uso stradale quanto per l'iscrizione alla 24 ore di Le Mans. Tuttavia, le sopraggiunte modifiche regolamentari della gara durante la costruzione ne resero impossibile l'omologazione. L'auto venne quindi completata con le solo specifiche stradali, presentata al salone e consegnata al committente il quale però, presumibilmente deluso dalla mancata possibilità di gareggiarvi, la rivendette nel 1970 ad un altro facoltoso collezionista spagnolo, anch'egli pilota dilettante. La vettura non corse mai e, dopo uno scarso utilizzo stradale, venne conservata in una rimessa per oltre 20 anni facendone perdere le tracce, cosa che alimentò leggende e miti su un'auto della quale esistevano pochissime notizie e solo qualche fotografia risalente alla presentazione. Solo dopo la sua morte, nel 1996, l'auto, in ottimo stato, venne esibita dagli eredi ad una casa d'aste per la valutazione. Fu allora che venne ufficialmente censita e verificata dalla Lamborghini. L'auto venne sottoposta ad un restauro conservativo ed esposta presso il museo ufficiale della casa a Sant'Agata Bolognese. Il 5 dicembre 2005, infine, venne battuta all'asta da Brooks (oggi Bonhams) per 177.500 sterline (oltre 223.000 Euro al cambio di allora) a favore del collezionista inglese Martin Kent.

## Tecnica
La vettura fu realizzata sulla base di una 400GT di serie, la cui carrozzeria venne completamente rimossa e ricostruita da zero in alluminio. Ricalcando lo stile in voga all'epoca per le auto da competizione/turismo, era una fastback con cofano lungo e piatto, frontale e parabrezza molto spioventi, coda tronca, sfoghi dell'aria dietro i passaruota anteriori e retrovisore carenato. La caratteristica stilistica più originale era il grande arco in rilievo che avvolgeva tutto il padiglione dietro i finestrini laterali. Nonostante fossero originariamente previste notevoli modifiche meccaniche, l'auto conserva motore e telaio quasi inalterati rispetto al modello da cui deriva. Il primo è un V12 a 60° standard del 1965/66 montato in posizione anteriore longitudinale, 3.929 cc di cilindrata, in grado di erogare 320 CV a 6500 giri/min e 407 Nm a 5500 giri/min. Il cambio è un Lamborghini a 5 marce. Il telaio è il 400 GT numero 01030.

## Curiosità
- Per ammissione della "Neri e Bonacini", l'auto era stata realizzata con diversi componenti (fra cui il parabrezza) rimasti inutilizzati dalla precedente costruzione di uno stock di Ferrari fuoriserie.
- Il proprietario spagnolo aveva rimosso il badge posteriore originale con uno recante il nome "Jarama". Lo stesso nome sarebbe poi stato utilizzato dalla Lamborghini stessa per un modello di serie nel 1970. Il badge originale "Monza 400" è stato ripristinato[4].
- Malgrado l'auto non fosse stata né costruita, né commissionata dalla Lamborghini, e nonostante non corse mai, l'auto viene da molti considerata la prima Lamborghini da competizione mai costruita. Inoltre, essendo stata presentata nello stand della Lamborghini e censita 30 anni dopo dalla stessa ed esposta per lungo tempo nel proprio museo, è oggi reputata un prodotto ufficiale della casa a tutti gli effetti.